# Promet Albanije
Kopnene su prometnice manjkave, što zbog teškog terena, što zbog siromaštva. Krajem devedesetih godina otvorena je prva međunarodna željeznička veza koja povezuje Skadar s Podgoricom u Crnoj Gori. Glavna albanska pomorska luka je Drač, a jedina se zračna luka nalazi u Tirani.